# Bonet germànic

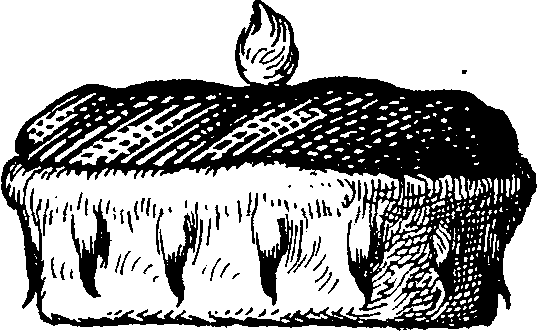
Bonet germànic primitiu (il·lustració realitzada per Hugo Gerard Ströhl)

El bonet o birret germànic és una lligadura rodona de color carmesí amb una faixa d'ermini. Va ser emprat com insígnia pels prínceps electors de l'antic Sacre Imperi Romanogermànic. En heràldica, el bonet és un símbol utilitzat tradicionalment per cancellers, presidents de parlaments i cancelleries.
Amb el transcurs del temps, el primitiu bonet electoral es va adornar amb un arc decorat amb perles i rematat amb un orbe i una creu situada damunt d'aquest. Així apareix descrita en l'obra de José de Avilés, Ciencia heroyca, reduzida a las leyes heráldicas del blasón que va ser publicada el 1780. Aquest autor, en definir el bonet dels prínceps electors, també indica que va ser emprat per altres prínceps i monarques de l'àrea germànica i que existien altres variants. L'última versió del bonet dels prínceps electors va estar tancat per vuit diademas d'or, cinc vistes, carregades de perles i rematades amb un orbe creuat situat sobre. Va ser molt semblant a la forma més habitual de les corones reials i també va ser emprada per alguns ducs germans.

Escut gran de Liechtenstein.

Els arxiducs d'Àustria van emprar el bonet com a insígnia. Inicialment el bonet arxiducal comptava amb una faixa d'ermini acabada en puntes i estava tancat amb un arc de metall. Aquesta primera versió pot observar-se en l'escut austríac que apareix representat en l'exemplar de l'obra Privilegium maius reialitzat el 1512 per Maximilià I.
La versió modern del bonet arxiducal es va basar en el disseny d'una realitzada el 1616 per al regent del Tirol, l'arxiduc Maximilià III d'Àustria, que va ser enviada a Viena per a la Cerimònia de l'Homenatge dels Estats per primera vegada en 1620 i per acabar en Erzherzogshut, En el modern bonet arxiducal el folre d'ermini acaba en vuit puntes arrodonides, quatre vistes. Està adornada amb vuit puntes de metall i pedreria, cinc vistes, compta amb quatre diademes d'or, tres vistes, carregades de perles i pedres precioses, i rematades amb una gemma en forma d'anell amb una creu situada damunt. El bonet d'arxiduc continua figurant en els escuts d'alguns Estats federats i municipis austríacs, com Alta Àustria, encara que aquest país és una república des de 1918.
Alguns prínceps de l'àrea germànica també van emprar el bonet com a insígnia. En el bonet de príncep el folro d'ermini de la faixa acaba en vuit puntes arrodonides, cinc vistes. Està tancat per quatre diademes, tres vistes d'or i carregades de perles, que estan rematades amb un orbe creuat. El bonet de príncep figura a la bandera i en l'escut de Liechtenstein i, com ja s'ha indicat, en els d'alguns Estats federats i municipis austríacs, com l'Estat de Salzburg.

## Variants
| Bonet de Príncep Elector                  | Bonet de Príncep Elector del Sacre Imperi (primitiu) Ältester Kurhut | El primitiu bonet germànic, usada pels Electors de l'antic Sacre Imperi Romanogermànic, consistia en un bonet de grana amb faixa d'ermini.                                                                                         |
| Bonet de Príncep Elector del Sacre Imperi | Bonet de Príncep Elector del Sacre Imperi (Antic) alterar Kurhut     | Bonet germànic tancat amb un arc decorat amb perles i rematat amb un orbe creuat. |
| Bonet de Príncep Elector i de Duc         | Bonet de Príncep Elector i de Duc (Modern) Neuer Kurhut/Herzogshut   | Bonet germànic tancat amb vuit diademes, cinc vistes, decorades amb perles i rematades amb un orbe creuat. |
| Bonet d'Arxiduc (Antic)                   | Bonet d'Arxiduc (Antic) Erzherzogshut                                | Bonet germànic amb faixa d'ermini acabada en puntes, que estava tancat amb un arc de metall. |
| Bonet d'Arxiduc                           | Bonet d'Arxiduc (Modern)                                             | Bonet germànic amb el folre d'ermini acabat en vuit puntes arrodonides, quatre vistes. Adornat amb vuit puntes de metall i pedreria, cinc vistes, i tancat amb quatre diademes d'or, tres vistes, rematades amb una gemma creuada. |
| Bonet de Príncep                          | Bonet de Príncep Fürstenhut                                          | Faixa d'ermini acabada en vuit puntes arrodonides, cinc vistes. Tancat per quatre diademes d'or i carregades de perles, tres vistes, rematades amb un orbe creuat.                                                                 |
| Bonet del Duc d'Estíria                   | Bonet del Duc d'Estíria Herzogshut                                   | Variant de bonet ducal que va ser utilitzada pel Duc d'Estíria. |